# La Bernardière
La Bernardière is een plaats en voormalige gemeente in het Franse departement Vendée in de regio Pays de la Loire en telt 1172 inwoners (1999). De plaats maakt deel uit van het arrondissement La Roche-sur-Yon.

## Geschiedenis
La Bernardière is op 1 januari 2025 gefuseerd met de gemeente Cugand tot de gemeente Cugand-la-Bernardière.

## Geografie
De oppervlakte van La Bernardière bedraagt 14,2 km², de bevolkingsdichtheid is 82,5 inwoners per km².

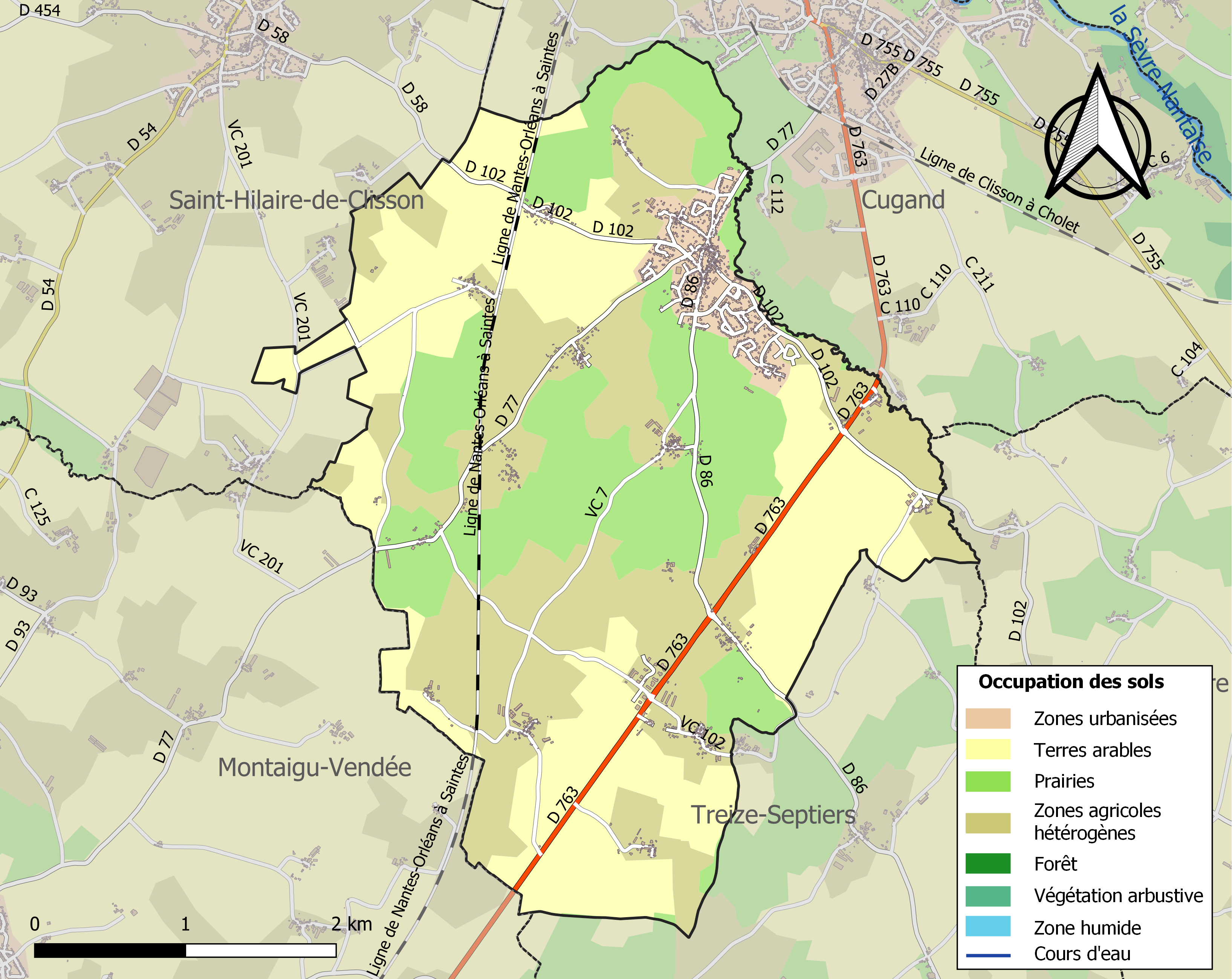
Kaart van de belangrijkste infrastructuur, bodemgebruik en omliggende gemeenten

## Demografie
Onderstaande figuur toont het verloop van het inwonertal.